# ليو وير
ليو وير (بالإنجليزية: Leo Ware)‏ مواليد 27 سبتمبر 1876 في بوسطن، ماساتشوستس - الوفاة 28 ديسمبر 1914 في نيو جيرسي، كان لاعب كرة مضرب أمريكي بدأ مسيرته كمحترف سنة 1893 وكان يلعب باليد اليمنى، اعتزل اللعب في 1902. كما أنه أحد أبطال الجراند سلام. سبق أن شارك في دورة الألعاب الأولمبية الصيفية.

## بطولات حققها
- دورة رولان غاروس الدولية
- بطولة ويمبلدون
- بطولة أستراليا المفتوحة للتنس
- بطولة أمريكا المفتوحة للتنس

## النهائيات

### الزوجي: 4 (الألقاب 2, الوصافة 2)
| النتيجة | السنة | البطولة           | الأرضية | الشريك      | المنافس                      | النتيجة                   |
| الفوز   | 1897  | البطولة الأمريكية | عشبية   | جورج شيلدون | هارولد ماهوني هارولد نيسبيت  | 11–13, 6–2, 9–7, 1–6, 6–1 |
| الفوز   | 1898  | البطولة الأمريكية | عشبية   | جورج شيلدون | هولكومبي وارد دوايت إف ديفيس | 1–6, 7–5, 6–4, 4–6, 7–5   |
| الوصافة | 1899  | البطولة الأمريكية | عشبية   | جورج شيلدون | هولكومبي وارد دوايت إف ديفيس | 4–6, 4–6, 3–6             |
| الوصافة | 1901  | البطولة الأمريكية | عشبية   | بيلز رايت   | هولكومبي وارد دوايت إف ديفيس | 3–6, 7–9, 1–6             |

## روابط خارجية
- ليو وير على موقع رابطة محترفي التنس (الإنجليزية)
- ليو وير على موقع أرشيف التنس.كوم (الإنجليزية)